# Diocese de Roraima
A Diocese de Roraima (Dioecesis Roraimensis) é uma circunscrição eclesiástica da Igreja Católica no Brasil, pertencente à Província Eclesiástica de Manaus e ao Conselho Episcopal Regional Norte I da Conferência Nacional dos Bispos do Brasil, sendo sufragânea da Arquidiocese de Manaus. A sé episcopal está na Catedral do Cristo Redentor, na cidade de Boa Vista, no estado de Roraima.

## Histórico
Em 1934 o Papa Pio XI erigiu a Administração Apostólica do Rio Branco. No dia 30 de agosto de 1944, o Papa Pio XII a elevou à categoria de prelazia. No dia 29 de abril de 1963, o Papa João XXIII mudou o nome da prelazia para Prelazia de Roraima. Foi elevada à dignidade de diocese pelo Papa João Paulo II, no dia 16 de outubro de 1979.

## Demografia
Em 2022 o Estado de Roraima contava com uma população aproximada de 636.707 habitantes, sendo deste total 227.000 cristãos sob o pastoril da Diocese de Roraima.
Atualmente o território da diocese é de 230.104 km², organizado em 18 paróquias, oito áreas missionárias (quase-paróquias), um santuário e uma diaconia.
- Paróquias na Capital:
- Catedral - Paróquia Cristo Redentor
- Santuário Reitoria de Nossa Senhora Aparecida [3]
- Paróquia de Nossa Senhora da Consolata
- Paróquia de Nossa Senhora do Carmo
- Paróquia de São Francisco das Chagas
- Paróquia de São Mateus [4]
- Paróquia São Jerônimo - Frei Galvão
- Paróquia de Nossa Senhora de Nazaré
- Paróquia de Nossa Senhora do Perpetuo Socorro - Santos Arcanjos
- Paróquia da Imaculada Conceição
- Paróquia Bom Pastor - São Bento [5]

-Áreas Missionárias na Capital:
- Áreas Missionária Sagrado Coração de Jesus [7]
- Áreas Missionária Santa Rosa de Lima
- Áreas Missionária São Raimundo Nonato
- Áreas Missionária Santa Luzia
- Área Missionária São João Batista [8]
- Diaconia Missionária São Sebastião

-Paróquias no Interior:
- Paróquia de São José Operário - Caracaraí/RR
- Paróquia de Nossa Senhora de Fátima - Mucajaí/RR [10]
- Paróquia de São João Batista - São João da Baliza/RR
- Paróquia de São Luiz - São Luís/RR
- Paróquia Sagrado Coração de Jesus - Pacaraima/RR [11]
- Paróquia de Santo Isidoro - Alto Alegre/RR
- Paróquia de Nossa Senhora de Nazaré - Normandia/RR
- Paróquia de São Roque - Cantá/RR [12]

\
-Áreas Missionárias no Interior:
- Áreas Missionária de Nossa Senhora da Assunção - Rorainópolis/RR
- Áreas Missionária de Santo Isidoro - Caroebe/RR
- Áreas Missionária de São Sebastião - Bonfim/RR

## Bispos
|                                        | Nome                              | Período           | Notas                            |
| Bispos Diocesanos                      | Bispos Diocesanos                 | Bispos Diocesanos | Bispos Diocesanos                |
| -------------------------------------- | --------------------------------- | ----------------- | -------------------------------- |
| 5º                                     | Evaristo Pascoal Spengler, O.F.M. | 2023-atual        |                                  |
| 4º                                     | Mário Antônio da Silva            | 2016-2022         | Nomeado Arcebispo de Cuiabá      |
| 3º                                     | Roque Paloschi                    | 2005-2015         | Nomeado Arcebispo de Porto Velho |
| 2º                                     | Apparecido José Dias, S.V.D.      | 1996-2004         |                                  |
| 1º                                     | Aldo Mongiano, I.M.C.             | 1979-1996         |                                  |
| Bispos Prelados                        |                                   |                   |                                  |
|                                        | Servílio Conti, I.M.C.            | 1968-1975         |                                  |
|                                        | José Nepote-Fus, I.M.C.           | 1952-1965         |                                  |
| Administrador Apostólico de Rio Branco |                                   |                   |                                  |
|                                        | José Nepote-Fus, I.M.C.           | 1948-1952         | Administrador Apostólico         |
| Bispo de Rio Branco                    |                                   |                   |                                  |
|                                        | Lorenz Zeller, O.S.B.             | 1944-1945         |                                  |